# Зак и Коди: Филмът
„Зак и Коди: Филмът“ (на английски: The Suite Life Movie) е американски научнофантастичен комедийно-драматичен телевизионен филм на режисьора Шон Макнамара, сценарият е на Майкъл Солцман, и участват Коул Спраус, Дилън Спраус, Бренда Сонг, Деби Райън, Матю Тимънс, Джон Дюси, Кателин Пачито, Кара Пачито, Матю Глейв и Фиил Луис. Оригиналния филм на Дисни Ченъл е базиран на двойните ситкоми „Лудориите на Зак и Коди“ и „Корабните приключения на Зак и Коди“, създадени от Дани Калис и Джим Гиохан. Дилън и Коул Спраус също служат като изпълнителни продуценти за филма. Премиерата на филма е излъчена на 25 март 2011 г. по Дисни Ченъл.

## В България
В България филмът е излъчен в същата година по локалната версия на Дисни Ченъл с български дублаж, записан в студио „Александра Аудио“. Екипът се състои от:
| Изпълнителен продуцент | Васил Новаков |
| Преводач               | Йоанна Йорданова |
| Озвучаващи артисти     | Златина Тасева Цветослава Симеонова Десислава Чардаклиева Мартин Герасков Илиян Марков Анатолий Божинов Иван Велчев Петър Бонев Светломир Радев |
| Тонрежисьор            | Георги Тончев |
| Режисьор на дублажа    | Василка Сугарева |